# Betaald Voetbal Veendam 2008-2009

## Rosa
| N. |                             | Ruolo | Calciatore           |
| -- | --------------------------- | ----- | -------------------- |
|    | Paesi Bassi (bandiera)      | P     | Peter van der Vlag   |
|    | Paesi Bassi (bandiera)      | P     | Jeroen Lambers       |
|    | Paesi Bassi (bandiera)      | P     | Remco van der Veen   |
|    | Paesi Bassi (bandiera)      | D     | Mitch Apau           |
|    | Antille Olandesi (bandiera) | D     | Angelo Cijntje       |
|    | Brasile (bandiera)          | D     | Alair Cruz Vicente   |
|    | Paesi Bassi (bandiera)      | D     | Bryon Kiefer         |
|    | Paesi Bassi (bandiera)      | D     | Ewald Koster         |
|    | Paesi Bassi (bandiera)      | D     | Gerard Wiekens       |
|    | Paesi Bassi (bandiera)      | C     | Joel Baylow          |
|    | Paesi Bassi (bandiera)      | C     | Erwin Buurmeijer     |
|    | Paesi Bassi (bandiera)      | C     | Paul Matthijs        |
|    | Paesi Bassi (bandiera)      | C     | Anco Jansen          |
|    | Paesi Bassi (bandiera)      | C     | Martijn van der Laan |
|    | Paesi Bassi (bandiera)      | C     | Patrick Lip          |

| N. |                             | Ruolo | Calciatore          |
| -- | --------------------------- | ----- | ------------------- |
|    | Paesi Bassi (bandiera)      | C     | Niek Loohuis        |
|    | Paesi Bassi (bandiera)      | C     | Sander Rozema       |
|    | Paesi Bassi (bandiera)      | C     | Maarten Woudenberg  |
|    | Antille Olandesi (bandiera) | C     | Angelo Zimmerman    |
|    | Burundi (bandiera)          | A     | Kassim Bizimana     |
|    | Paesi Bassi (bandiera)      | C     | Luciano Dompig      |
|    | Paesi Bassi (bandiera)      | A     | Tim de Groot        |
|    | Paesi Bassi (bandiera)      | A     | Michiel Hemmen      |
|    | Paesi Bassi (bandiera)      | A     | Gersom Klok         |
|    | Paesi Bassi (bandiera)      | A     | Rene Wessels        |
|    | Paesi Bassi (bandiera)      | A     | Stef van der Velden |
|    | Paesi Bassi (bandiera)      | A     | Mark Veldmate       |
|    | Paesi Bassi (bandiera)      | A     | Kevin Wiegman       |
|    | Paesi Bassi (bandiera)      | A     | Joël Bijlow         |